# جیمز بونتن

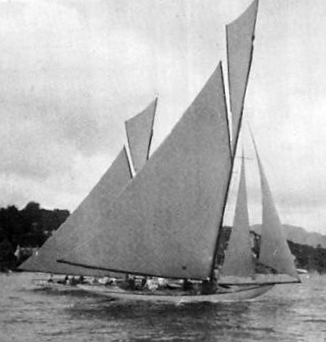
قایق بادبانی

جیمز بونتن (انگلیسی: James Bunten; ۲۸ مارس ۱۸۷۵ – ۳ ژانویهٔ ۱۹۳۵) قایقران قایق بادبانی اهل بریتانیا بود.